# 말레나 에른만
사라 마그달레나 에른만(스웨덴어: Sara Magdalena Ernman, 1970년 11월 4일 ~ )은 스웨덴의 오페라 가수이다. 유로비전 송 콘테스트 2009 스웨덴 대표 참가자이다. 기후, 환경 운동가 그레타 툰베리의 어머니이다.